# تفجير قرية الدراز 2017
في يوم 19 يونيو 2017 أعلنت وزارة الداخلية البحرينية، مقتل عنصر بالأمن نتيجة تفجير في قرية الدراز، لافتة إلى أن التفجير أدى إلى إصابة شخصين آخرين بجروح.

## التحقيق والإعتقال
في يوم 20 يونيو 2017 أكدت وزارة الداخلية في البحرين، أنه تم القبض على عدد من المشتبه بتورطهم في التفجير الإرهابي، الذي جرى في قرية الدراز، حوالي الساعة العاشرة والنصف مساء، وأسفر عن مقتل رجل أمن وإصابة 2 آخرين.

## ردود الفعل

### الدولية
- السعودية:أدانت المملكة العربية السعودية بشدة التفجير الذي وقع في قرية الدراز البحرينية وأسفر عن مقتل رجل أمن وإصابة اثنين.[3]
- الإمارات العربية المتحدة:دانت دولة الإمارات الهجوم الإرهابي الذي شهدته قرية الدراز بمملكة البحرين، الأحد، وأسفر عن استشهاد رجل أمن، وإصابة اثنين آخرين.[4]